# Hayama
Hayama (japanska: 葉山町?, Hayama-machi) är en landskommun (köping) i Kanagawa prefektur i Japan.  Den ligger på västra sidan av Miurahalvön. 